# Simulium ibleum
Simulium ibleum är en tvåvingeart som först beskrevs av Rivosecchi 1966.  Simulium ibleum ingår i släktet Simulium och familjen knott. Inga underarter finns listade i Catalogue of Life.